# Liga dos Campeões da UEFA de 2020–21 – Fase Final
A Fase Final da Liga dos Campeões da UEFA de 2020–21 foi disputada entre 16 de fevereiro até 29 de maio de 2021 com a final no Estádio do Dragão na cidade do Porto, Portugal. Um total de 16 equipes disputaram esta fase.
Para as partidas até 27 de março de 2021 (oitavas de final) o horário seguido é o fuso horário UTC+1. Já para as fases seguintes o horário seguido é o fuso horário UTC+2.

## Calendário
O calendário é o seguinte (todos os sorteios são realizados na sede da UEFA em Nyon, Suíça).
| Fase             | Data do sorteio        | Partida de ida                                           | Partida de volta                                         |
| ---------------- | ---------------------- | -------------------------------------------------------- | -------------------------------------------------------- |
| Oitavas de final | 14 de dezembro de 2020 | 16–17 e 23–24 de fevereiro de 2021                       | 9–10 e 16–17 de março de 2021                            |
| Quartas de final | 19 de março de 2021    | 6 a 7 de abril de 2021                                   | 13 a 14 de abril de 2021                                 |
| Semifinais       | 19 de março de 2021    | 27 a 28 de abril de 2021                                 | 4 a 5 de maio de 2021                                    |
| Final            | 19 de março de 2021    | 29 de maio de 2021 no Estádio Olímpico Atatürk, Istambul | 29 de maio de 2021 no Estádio Olímpico Atatürk, Istambul |

## Formato
Cada eliminatória, exceto a final, foi disputada em partidas de ida e volta. A equipe que marcar mais gols no total nas duas partidas avançou para a próxima fase. Se o placar agregado estiver empatado, aplica-se a regra dos gols fora, ou seja, avança a equipe que marcar mais gols fora de casa nas duas mãos. Se os gols fora de casa também forem iguais, então a prorrogação é disputada. A regra dos gols fora de casa volta a ser aplicada após a prorrogação, ou seja, se houver gols marcados na prorrogação e o placar agregado ainda estiver empatado, o time visitante avança em virtude de mais gols marcados fora. Se nenhum gol for marcado durante a prorrogação, os vencedores serão decididos por disputa por pênaltis. Na final, que foi disputada em uma única partida, se o placar estiver empatado ao final do tempo normal, a prorrogação é disputada, seguida de uma disputa de pênaltis se o placar ainda estiver empatado.

## Equipes classificadas
| Grupo | Líderes de grupo    | Vice-líderes de grupo    |
| ----- | ------------------- | ------------------------ |
| A     | Bayern de Munique   | Atlético de Madrid       |
| B     | Real Madrid         | Borussia Mönchengladbach |
| C     | Manchester City     | Porto                    |
| D     | Liverpool           | Atalanta                 |
| E     | Chelsea             | Sevilla                  |
| F     | Borussia Dortmund   | Lazio                    |
| G     | Juventus            | Barcelona                |
| H     | Paris Saint-Germain | RB Leipzig               |

## Oitavas de final
O sorteio das oitavas de final foi realizado em 14 de dezembro de 2020. As partidas de ida serão disputadas em 16, 17, 23 e 24 de fevereiro, e as partidas de volta em 9, 10, 16 e 17 de março de 2021.
| Equipe 1                 | Total    | Equipe 2            | 1.º jogo | 2.º jogo  |
| ------------------------ | -------- | ------------------- | -------- | --------- |
| Borussia Mönchengladbach | 0–4      | Manchester City     | 0–2      | 0–2       |
| Lazio                    | 2–6      | Bayern de Munique   | 1–4      | 1–2       |
| Atlético de Madrid       | 0–3      | Chelsea             | 0–1      | 0–2       |
| RB Leipzig               | 0–4      | Liverpool           | 0–2      | 0–2       |
| Porto                    | 4–4 (gf) | Juventus            | 2–1      | 2–3 (pro) |
| Barcelona                | 2–5      | Paris Saint-Germain | 1–4      | 1–1       |
| Sevilla                  | 4–5      | Borussia Dortmund   | 2–3      | 2–2       |
| Atalanta                 | 1–4      | Real Madrid         | 0–1      | 1–3       |

### Partidas de ida
| 16 de fevereiro de 2021 | Barcelona       | 1 – 4     | Paris Saint-Germain             | Camp Nou, Barcelona                   |
| 21:00                   | Messi 27' (pen) | Relatório | Mbappé 32', 65', 85' · Kean 70' | Público: 0 Árbitro: NED Björn Kuipers |

| 16 de fevereiro de 2021 | RB Leipzig | 0 – 2     | Liverpool            | Puskás Aréna, Budapeste (Hungria)     |
| 21:00                   |            | Relatório | Salah 53' · Mané 58' | Público: 0 Árbitro: SVN Slavko Vinčić |

| 17 de fevereiro de 2021 | Porto                  | 2 – 1     | Juventus   | Estádio do Dragão, Porto                        |
| 21:00                   | Taremi 2' · Marega 46' | Relatório | Chiesa 82' | Público: 0 Árbitro: ESP Carlos del Cerro Grande |

| 17 de fevereiro de 2021 | Sevilla               | 2 – 3     | Borussia Dortmund            | Estádio Ramón Sánchez Pizjuán, Sevilha |
| 21:00                   | Suso 7' · de Jong 84' | Relatório | Dahoud 19' · Håland 27', 43' | Público: 0 Árbitro: NED Danny Makkelie |

| 23 de fevereiro de 2021 | Lazio      | 1 – 4     | Bayern de Munique                                           | Estádio Olímpico, Roma                |
| 21:00                   | Correa 49' | Relatório | Lewandowski 9' · Musiala 24' · Sané 42' · Acerbi 47' (g.c.) | Público: 0 Árbitro: ISR Orel Grinfeld |

| 23 de fevereiro de 2021 | Atlético de Madrid | 0 – 1     | Chelsea    | Arena Națională, Bucareste (Romênia) |
| 21:00                   |                    | Relatório | Giroud 68' | Público: 0 Árbitro: GER Felix Brych  |

| 24 de fevereiro de 2021 | Borussia Mönchengladbach | 0 – 2     | Manchester City                        | Puskás Aréna, Budapeste (Hungria)         |
| 21:00                   |                          | Relatório | Bernardo Silva 29' · Gabriel Jesus 65' | Público: 0 Árbitro: POR Artur Soares Dias |

| 24 de fevereiro de 2021 | Atalanta | 0 – 1     | Real Madrid | Estádio Atleti Azzurri d'Italia, Bérgamo |
| 21:00                   |          | Relatório | Mendy 86'   | Público: 0 Árbitro: GER Tobias Stieler   |

### Partidas de volta
| 9 de março de 2021 | Juventus                      | 3 – 2 (pro) | Porto                           | Juventus Stadium, Turim               |
| 21:00              | Chiesa 49', 63' · Rabiot 117' | Relatório   | Sérgio Oliveira 19' (pen), 115' | Público: 0 Árbitro: NED Björn Kuipers |

4–4 no placar agregado. Porto venceu pela regra do gol fora de casa.
| 9 de março de 2021 | Borussia Dortmund     | 2 – 2     | Sevilla                    | Signal Iduna Park, Dortmund          |
| 21:00              | Håland 35', 54' (pen) | Relatório | En-Nesyri 69' (pen), 90+6' | Público: 0 Árbitro: TUR Cüneyt Çakır |

Borussia Dortmund venceu por 5–4 no placar agregado.
| 10 de março de 2021 | Paris Saint-Germain | 1 – 1     | Barcelona | Parc des Princes, Paris                |
| 21:00               | Mbappé 31' (pen)    | Relatório | Messi 37' | Público: 0 Árbitro: ENG Anthony Taylor |

Paris Saint-Germain venceu por 5–2 no placar agregado.
| 10 de março de 2021 | Liverpool            | 2 – 0     | RB Leipzig | Puskás Aréna, Budapeste (Hungria)      |
| 21:00               | Salah 70' · Mané 74' | Relatório |            | Público: 0 Árbitro: FRA Clément Turpin |

Liverpool venceu por 4–0 no placar agregado.
| 16 de março de 2021 | Manchester City              | 2 – 0     | Borussia Mönchengladbach | Puskás Aréna, Budapeste (Hungria)      |
| 21:00               | De Bruyne 12' · Gündoğan 18' | Relatório |                          | Público: 0 Árbitro: RUS Sergei Karasev |

Manchester City venceu por 4–0 no placar agregado.
| 16 de março de 2021 | Real Madrid                                 | 3 – 1     | Atalanta   | Estádio Alfredo Di Stéfano, Madrid     |
| 21:00               | Benzema 34' · Ramos 60' (pen) · Asensio 85' | Relatório | Muriel 83' | Público: 0 Árbitro: NED Danny Makkelie |

Real Madrid venceu por 4–1 no placar agregado.
| 17 de março de 2021 | Bayern de Munique                         | 2 – 1     | Lazio      | Allianz Arena, Munique                |
| 21:00               | Lewandowski 33' (pen) · Choupo-Moting 73' | Relatório | Parolo 82' | Público: 0 Árbitro: ROU István Kovács |

Bayern de Munique venceu por 6–2 no placar agregado.
| 17 de março de 2021 | Chelsea                    | 2 – 0     | Atlético de Madrid | Stamford Bridge, Londres               |
| 21:00               | Ziyech 34' · Emerson 90+4' | Relatório |                    | Público: 0 Árbitro: ITA Daniele Orsato |

Chelsea venceu por 3–0 no placar agregado.

## Quartas de final
O sorteio para as quartas de final será realizado em 19 de março de 2021. As partidas de ida serão disputadas em 6 e 7 de abril, e as partidas de volta em 13 e 14 de abril de 2021.
| Equipe 1          | Total    | Equipe 2            | 1.º jogo | 2.º jogo |
| ----------------- | -------- | ------------------- | -------- | -------- |
| Manchester City   | 4–2      | Borussia Dortmund   | 2–1      | 2–1      |
| Porto             | 1–2      | Chelsea             | 0–2      | 1–0      |
| Bayern de Munique | 3–3 (gf) | Paris Saint-Germain | 2–3      | 1–0      |
| Real Madrid       | 3–1      | Liverpool           | 3–1      | 0–0      |

### Partidas de ida
| 6 de abril de 2021 | Manchester City           | 2 – 1     | Borussia Dortmund | City of Manchester Stadium, Manchester |
| 21:00              | De Bruyne 19' · Foden 90' | Relatório | Reus 84'          | Público: 0 Árbitro: ROU Ovidiu Hațegan |

| 6 de abril de 2021 | Real Madrid                            | 3 – 1     | Liverpool | Estádio Alfredo Di Stéfano, Madrid  |
| 21:00              | Vinícius Júnior 27', 65' · Asensio 36' | Relatório | Salah 51' | Público: 0 Árbitro: GER Felix Brych |

| 7 de abril de 2021 | Bayern de Munique              | 2 – 3     | Paris Saint-Germain             | Allianz Arena, Munique                      |
| 21:00              | Choupo-Moting 37' · Müller 60' | Relatório | Mbappé 3', 68' · Marquinhos 28' | Público: 0 Árbitro: ESP Antonio Mateu Lahoz |

| 7 de abril de 2021 | Porto | 0 – 2     | Chelsea                  | Estádio Ramón Sánchez Pizjuán, Sevilha (Espanha) |
| 21:00              |       | Relatório | Mount 32' · Chilwell 85' | Público: 0 Árbitro: SVN Slavko Vinčić            |

### Partidas de volta
| 13 de abril de 2021 | Chelsea | 0 – 1     | Porto        | Estádio Ramón Sánchez Pizjuán, Sevilha (Espanha) |
| 21:00               |         | Relatório | Taremi 90+4' | Público: 0 Árbitro: FRA Clément Turpin           |

Chelsea venceu por 2–1 no placar agregado.
| 13 de abril de 2021 | Paris Saint-Germain | 0 – 1     | Bayern de Munique | Parc des Princes, Paris                |
| 21:00               |                     | Relatório | Choupo-Moting 40' | Público: 0 Árbitro: ITA Daniele Orsato |

3–3 no placar agregado. Paris Saint-Germain venceu pela regra do gol fora de casa.
| 14 de abril de 2021 | Borussia Dortmund | 1 – 2     | Manchester City              | Signal Iduna Park, Dortmund                     |
| 21:00               | Bellingham 15'    | Relatório | Mahrez 55' (pen) · Foden 75' | Público: 0 Árbitro: ESP Carlos del Cerro Grande |

Manchester City venceu por 4–2 no placar agregado.
| 14 de abril de 2021 | Liverpool | 0 – 0     | Real Madrid | Anfield, Liverpool                    |
| 21:00               |           | Relatório |             | Público: 0 Árbitro: NED Björn Kuipers |

Real Madrid venceu por 3–1 no placar agregado.

## Semifinais
O sorteio das semifinais será realizado em 19 de março de 2021, após o sorteio das quartas de final. As partidas de ida serão disputadas em 27 e 28 de abril, e as partidas de volta em 4 e 5 de maio de 2021.
| Equipe 1            | Total | Equipe 2        | 1.º jogo | 2.º jogo |
| ------------------- | ----- | --------------- | -------- | -------- |
| Paris Saint-Germain | 1–4   | Manchester City | 1–2      | 0–2      |
| Real Madrid         | 1–3   | Chelsea         | 1–1      | 0–2      |

### Partidas de ida
| 27 de abril de 2021 | Real Madrid | 1 – 1     | Chelsea     | Estádio Alfredo Di Stéfano, Madrid     |
| 21:00               | Benzema 29' | Relatório | Pulisic 14' | Público: 0 Árbitro: NED Danny Makkelie |

| 28 de abril de 2021 | Paris Saint-Germain | 1 – 2     | Manchester City            | Parc des Princes, Paris             |
| 21:00               | Marquinhos 15'      | Relatório | De Bruyne 64' · Mahrez 71' | Público: 0 Árbitro: GER Felix Brych |

### Partidas de volta
| 4 de maio de 2021 | Manchester City | 2 – 0     | Paris Saint-Germain | City of Manchester Stadium, Manchester |
| 21:00             | Mahrez 11', 63' | Relatório |                     | Público: 0 Árbitro: NED Björn Kuipers  |

Manchester City venceu por 4–1 no placar agregado.
| 5 de maio de 2021 | Chelsea                | 2 – 0     | Real Madrid | Stamford Bridge, Londres               |
| 21:00             | Werner 28' · Mount 85' | Relatório |             | Público: 0 Árbitro: ITA Daniele Orsato |

Chelsea venceu por 3–1 no placar agregado.

## Final
A final será disputada em 29 de maio de 2021, no Estádio do Dragão, no Porto. Um sorteio será realizado em 19 de março de 2021, após os sorteios das quartas e das semifinais, para determinar o time "da casa" para fins administrativos.
| 29 de maio de 2021 | Manchester City | 0 – 1     | Chelsea     | Estádio do Dragão, Porto                         |
| 21:00              |                 | Relatório | Havertz 42' | Público: 14 110 Árbitro: ESP Antonio Mateu Lahoz |